# Estação Ciudad Lineal

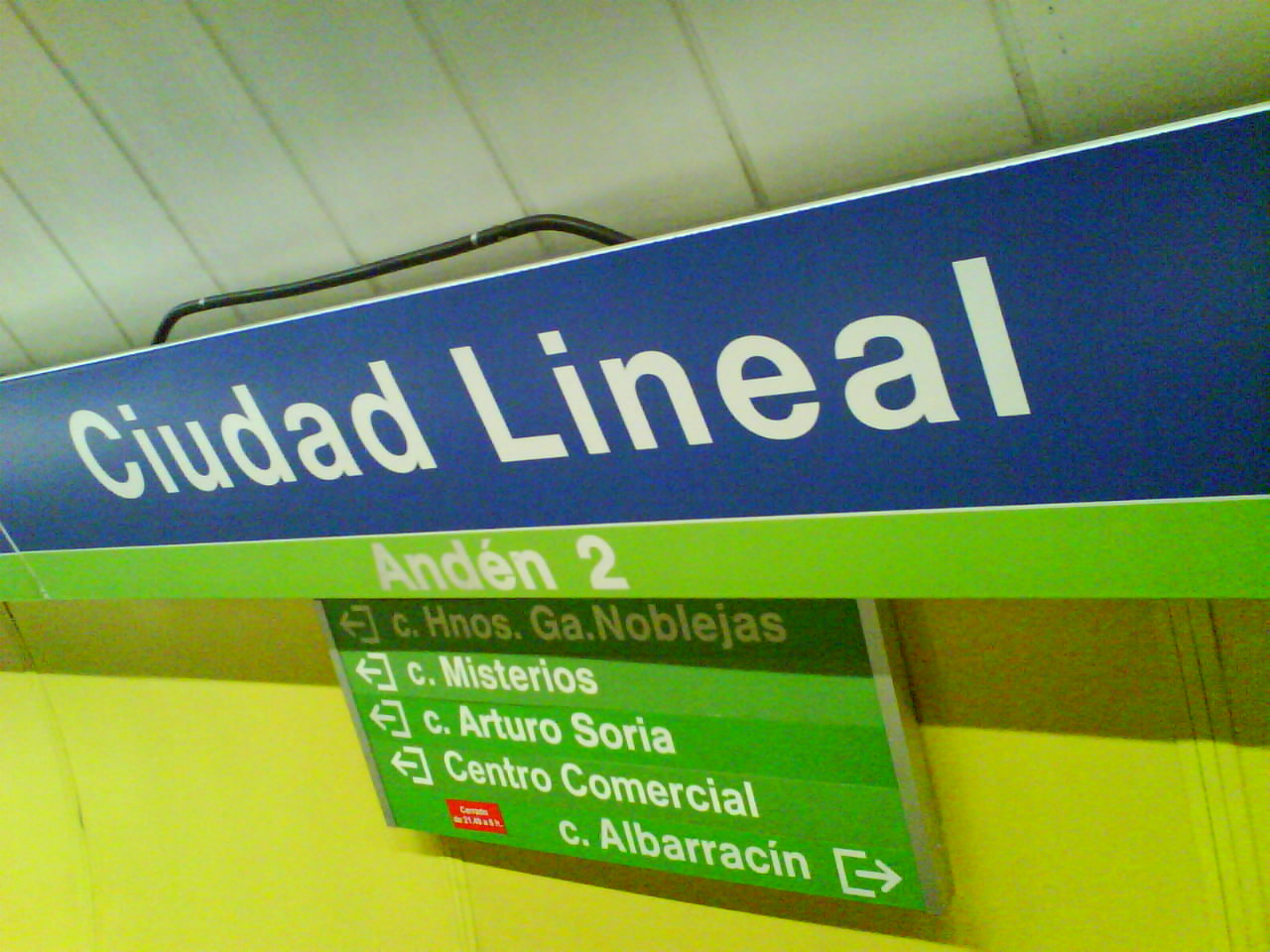
Sinalização da Estação.

Ciudad Lineal é uma estação da Linha 5 do Metro de Madrid.

## Localização
O bairro Ciudad Lineal é resquício do planejamento idealizado por Arturo Soria y Mata, no final do século XIX, e cuja construção iniciou-se em 1894.  Inicialmente previsto para conter apenas casas, o bairro teve seu gabarito alterado. Hoje, a proposta inicial encontra-se bastante modificada com prédios de três e quatro andares.  O traçado viário proposto por Soria y Mata, no entanto, permanece o mesmo.

## História
A estação abriu para o público em 18 de maio de 1964.